# Santuário de Nênia
Santuário de Nênia (em latim: Aedes Naenia Dea) era um templo romano localizado no monte Viminal, em Roma, do qual não se conhece a localização exata e nem foram encontrados nenhum vestígio. Era dedicado a deusa Nênia, uma deusa menor que protegia os moribundos e era titular dos cantos fúnebres.

## Localização
Não se sabe exatamente onde ficava este santuário. As fontes relatam que ele ficava fora da Porta Viminal da Muralha Serviana. Sabe-se com certeza que o culto a Nênia era muito antigo, mas, segundo Georg Wissowa, a localização do sacelo de Nênia fora da antiga muralha era sinal de que ela não era uma das primeiras divindades romanas. Uma opinião divergente era que a localização do templo fora da muralha era comum à todas as divindades ligadas à morte.
Recentemente foi proposta a identificação do santuário com um sacelo que era parte de uma necrópole localizada fora da Porta Viminal, na área da moderna Via Magenta. Do local é oriundo uma estatueta de uma cabra conservada na Centrale Montemartini que se supõe ter sido uma oferta votiva a Nênia.